# Triumph Films
Triumph Films (conosciuta anche come: Triumph Releasing Corporation) è una divisione della Sony Pictures Entertainment orientata verso la produzione e la distribuzione di film in presa diretta.
È stata originariamente fondata nel 1982 come joint venture tra la Columbia Pictures e la società francese Gaumont per la distribuzione di film stranieri negli Stati Uniti. Nel 1989, la Triumph ha adottato la sua società sorella, la Epic Productions Inc. (da non confondere con la Epic Records).
Alcuni film da ricordare sono: A Gillian, per il suo compleanno, The Ambulance, Brainscan - Il gioco della morte, Magic in the Water (co-pubblicato dalla TriStar Pictures), The Golden Laws, Steamboy e Un genio in pannolino 2.